# Circuito (divisão administrativa)
Um circuito (chinês: 道, pinyin: dào) foi uma divisão política histórica da China e é um dos tipos de unidades administrativas modernas e históricas do Japão. O nível primário de divisão administrativa da Coreia sob a Dinastia Joseon e nas modernas Coreia do Norte e Coreia do Sul empregam o mesmo caractere chinês que é usada na designação das divisões chinesas e japonesas.

## China
Os circuitos se originaram na China durante a dinastia Han, e foram usados como uma divisão administrativa de nível inferior, comparável aos condados (chinês tradicional: 縣, chinês simplificado: 县, pinyin: xiàn, também traduzido como "distritos"), mas apenas para ser usado em áreas nas zonas limítrofes do império, que eram principalmente habitadas por povos chineses não-Han, ou também geograficamente isolados do resto dos centros de poder Han. O sistema caiu em desuso após o colapso da dinastia Jin ocidental.
Os circuitos foram novamente instituídos em 627 quando o imperador Tang Taizong as tornou as divisões administrativas de nível mais alto e subdividiu a China em dez circuitos. Estes eram originalmente destinados a ser puramente geográficos e não administrativos. O Imperador Xuanzong adicionou mais cinco e gradualmente os circuitos fortaleceram seu próprio poder, até se tornarem forças regionais poderosas que dividiram o país durante o Período das Cinco Dinastias e dos Dez Reinos. Durante as dinastias  Jin posterior e Song, os circuitos foram renomeados de dao para lu (路), que significa literalmente "estrada" ou "caminho". Os daos voltaram a ser criados durante a dinastia Yuan.
Os circuitos foram rebaixados para o segundo nível quando a dinastia Yuan estabeleceu as províncias como divisão administrativa de topo e assim permaneceram durante vários séculos. Sob a dinastia Qing, os circuitos eram supervisionados por um intendente do circuito ou tao-tai (chinês: 道臺, pinyin: dàotái). O intendente do circuito de Xangai foi particularmente influente.
Durante a era da República da China, os circuitos ainda existiam como divisões administrativas de alto nível, embora não de nível superior, como o circuito de Qiongya (correspondente à província atual de Hainan). Em 1928, todos os circuitos foram substituídos por comitês ou simplesmente abandonados. 

## Japão
Durante o Período Asuka (538–710), o Japão esteve dividido em cinco províncias e sete circuitos, conhecidos como Gokishichidō (5 ki 7 dō), como parte de um sistema legal e governamental que tinha como modelo o dos chineses. Embora essas unidades não tenham sobrevivido como estruturas administrativas além do período Muromachi (1336-1573), eles permaneceram importantes entidades geográficas até o século XIX. Os sete circuitos se espalharam pelas ilhas de Honshu, Shikoku e Kyushu:
- Tōkaido (東海道) "Circuito do Mar do Leste": 15 províncias (kuni)
- Nankaidō (南海道) "Circuito do Mar do Sul": 6 províncias
- Saikaidō (西海道) "Circuito do Mar Ocidental": 8 províncias
- Hokurikudō (北陸道) "Circuito Terra do Norte": 7 províncias
- San'indō (山陰道) "Circuito do lado sombreado": 8 províncias
- San'yōdō (山陽道) "Circuito do lado ensolarado": 8 províncias
- Tōsandō (東山道) "Circuito de montanha do leste": 13 províncias

Em meados do século XIX, a ilha de Ezo foi povoada e renomeada  Hokkaido (北海道, "Circuito do Mar do Norte"), que atualmente é a única prefeitura do Japão cuja designação tem o suffixo dō (circuito).

## Coreia
Desde o final do século X, a do ("província") foi a principal divisão administrativa na Coreia.